# S-DMB
S-DMB, acronimo di Satellite-Digital Multimedia Broadcasting, è un sistema di trasmissione radio digitale per inviare dati multimediali (radio, TV, dati) a dispositivi portatili come i telefonini. Versione ibrida del Digital Multimedia Broadcasting, si differenzia da quest'ultimo incorporando nel sistema di trasmissione anche un satellite geostazionario ad alta potenza che si integra con una rete di ripetitori terrestri a bassa potenza, che permettono al segnale, sincronizzato con quello del satellite, di raggiungere anche l'interno delle abitazioni nelle aree urbane.

## Introduzione della tecnologia
La Corea del Sud a partire dal 1º maggio 2005 è diventata il primo paese al mondo ad avviare il servizio S-DMB. Il fornitore del servizio era TU Media, operatore di telefonia mobile controllato da SK Telecom . La stessa tecnologia è stata utilizzata in Giappone dall'operatore Broadcasting Corporation (MBCO) per istituire il servizio MobaHO! negli anni 2004-2009.

## Dispositivi supportati
Samsung (Anycall)
- Tutti i dispositivi della serie SCH-B (SCH-B500, SCH-B540, SCH-B600, SCH-B890, ecc.)
- SCH-W920
- SCH-M495 (Omnia)

Pantech (SKY)
- IM-U140

LG (CYON)
- SB310, SB210, SH150

Motorola
- ZN40